# Харіпунджая
Харіпунджая  — середньовічна монська держава на території сучасного Північного і Центрального Таїланду. Утворилося після занепаду держави Двараваті. Знищена тайською державою Ланна.

## Історія
Згідно з хроніками Чамадевівамса та «Джінакаламалі», місто Харіпунджая було засноване відлюдником на ім’я Сутеп у 629 році, і правитель держави Лаво відправив свою доньку Джамадеві стати його першою володаркою. Проте на тепер ця дата вважається надто ранньою, а початок датується близько 662 або навіть 750 роком. До того ж у VII ст. зберігала потугу та владу над цим регіоном держава Двараваті. Занепад останньої у VIII ст. призвів до поступово її розпаду, внаслідок чого утворилися окремі держави. Припускають також, що Харіпунджая ула утворена внаслідок вторгнення монів з сучасної Нижньої Бірми, які завдали поразок Двараваті, захопивши частину її земель, де утворили власне царство. Харіпунджая отримала назву за своєю столицею.
До IX ст. відбувалося протистояння з державою Лаво за землями колишньої Двараваті. З початком послаблення останньої у X ст. Харіпунджая значно розширило володіння на південь та схід (до рівнин навколо річки Пінг, головної притоки Чаопхрая). З цього часу загалом зберігало мир з сусідами, ведучюи обороні війни проти тайських племен (юан) на півночі та сході (шанів).
Водночас підтримувала дипломатичні та торговельні відносини з імперією Тан, а союзницькі з монськими держави — Пегу і Татон на південному заході..
Хроніки свідчать, що кхмери (до того встановили зверхність над Лаво) декілька разів брали в облогу Харіпунджаю, проте марно. Наслідком стало збереження незалежності та подальше посилення держави. У XII ст. під час панування Адіт'яраджи знову вступило у протистояння з Кхмерською імперією.
Початок XIII ст. став часом найбільшого політичного, еконмоічного та культурного піднесення. Про цей період хроніки розповідають лише внутрішні справи, насамперед релігійну діяльність або будівництво будівель, а не про війни. Разом з тим цей час характеризується просування різних груп тайських племен: південні таї пішли до держави Лаво, а північні (юан) рушили до кордонів Харіпунджаї, де створили державні утворення: спочатку залежні від монів, а згодом самостійні.
У середині XIII ст. починається занепад держави, викликаний численними повстаннями населення, погіршенням врожаїв та боротьбою знаті. Особливо небезпечним був заколот 1257 року намісника Келанг Накхону. В подальшому доводилося придушувати селянські заворушення, що послалювало центральну владу. Цим вирішили скористатися юани. 1282 року Менграй, правитель Нген'янгу, захопив на деякий час Харіпунджаю. Але невдовзі вимушен був відступити. У 1292 році столицю держави було обложено та захоплено військами держави Ланна, утвореної юан. Володар Їп був змушений тікати на південь до Лампангу.

## Устрій
Складався за зразком монських держав регіону, що в свою чергу були доволі індуїзовані в цьому плані. На чолі стояв магарджа. Його допомагав перший міністр.

## Економіка
Основу становили землеробство і торгівля. Його столиця була головним центром торгівлі між Китаєм і Південно-Східною Азією і, одним з найважливіших портів на торговому шляху від сучасної Юньнань до заток Сіам і Мартабан.

## Культура

### Мова
Офіційні написи та мова населення була старомонською або палі. Разом з тим вважається, що певний відсоток становили носії мови лава. В подальшому з прибуття племен групи юан поширюється північнотайська мова. Найдавніші збережені написи монською мовою на території Харіпунджая датуються початком XI ст. Вони схожі за мовою та письмом до написів монських держав Пегу та Татон, а не Двараваті.

### Архітектура

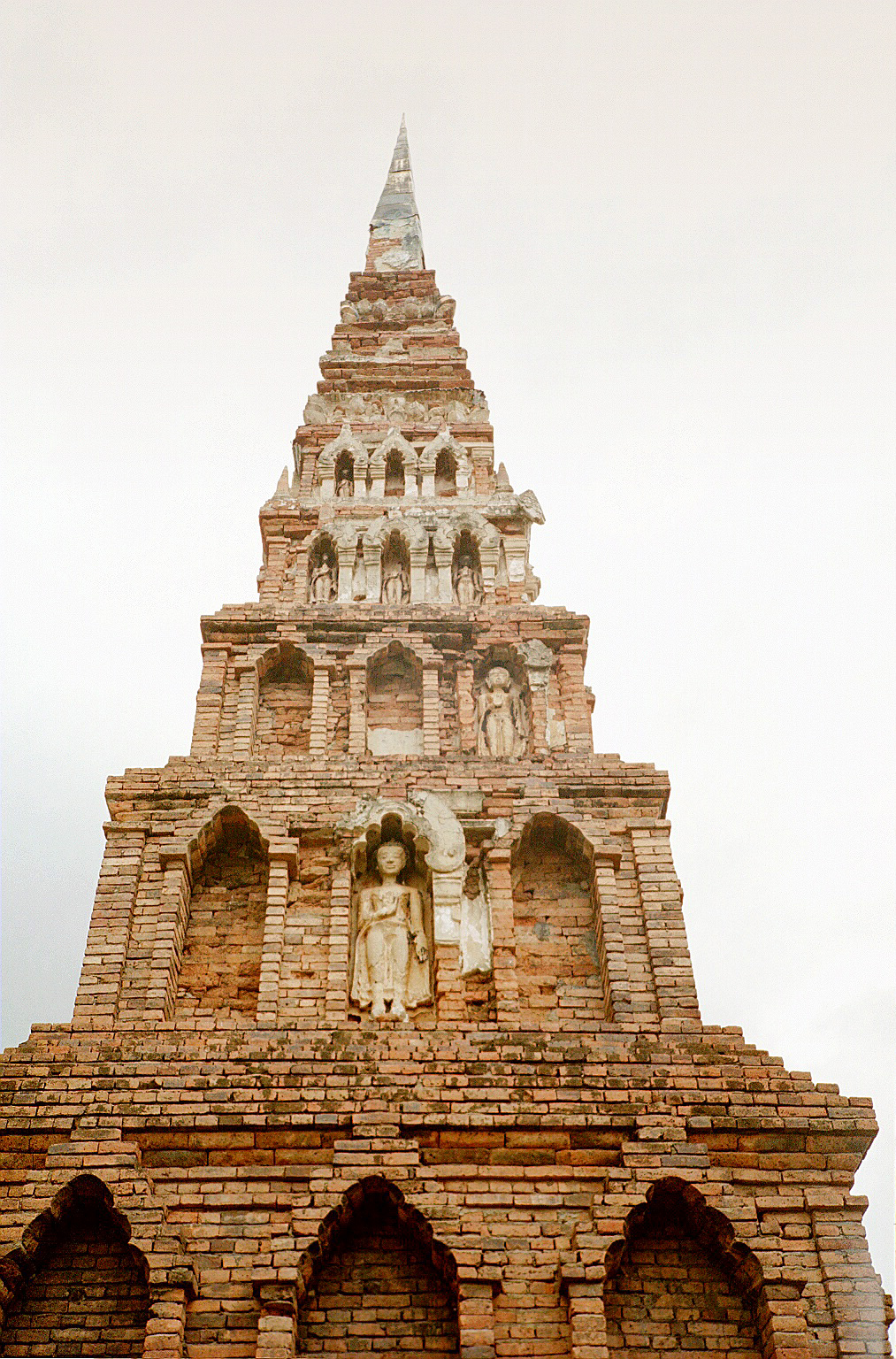
Чеді Ват Пхра Тхату

1150 року на ознаку перемоги над кхмерами магараджа Адіт'яраджа (Атхіттарат) побудував чеді (ступу) храму Ват Пхра Тхат. Тут містилася реліквія — волос Будди, яку нібито знайшов Адіт'яраджа. Лампхунські написи 1213, 1218 та 1219 років згадують, що магараджа Саббадхісідді зводив буддистські пам’ятники.

### Релігія
Основу становив буддизм у вигляді школ махаяна і тгеравада. Остання переважала.